# Zilvervlek
De zilvervlek (Boloria euphrosyne, synoniem: Clossiana euphrosyne) is een vlinder uit de familie Nymphalidae (vossen, parelmoervlinders en weerschijnvlinders). De spanwijdte bedraagt 44 tot 47 millimeter.
In Nederland en Vlaanderen is de vlinder sinds halverwege de twintigste eeuw uitgestorven. In de rest van Europa komt de vlinder redelijk onbedreigd voor.
De zilvervlek geeft de voorkeur aan bosranden en open plekken in bossen als leefgebied. Verschillende soorten viooltjes worden als waardplant gebruikt.
De vliegtijd is van april tot en met september. Per jaar wordt een generatie voortgebracht.